# Kisseliovo
Kisseliovo - Киселёво (rus) - és un poble de l'óblast de Bélgorod, a Rússia. El 2010 tenia 256 habitants. Pertany al districte (raion) de Rakítnoie.